# Rolf Kralovitz
Martin-Rolf Kralovitz (geb. 15. Juni 1925 in Böhlitz-Ehrenberg; gest. 21. Juni 2015 in Köln) war ein deutscher Schauspieler, Autor und Kabarettist. Kralovitz war Holocaustüberlebender und Häftling im KZ Buchenwald. Sein Künstlername war Rolf Carlo.

## Leben
Rolf Kralovitz war der Sohn des ungarischen Kaufmanns Max Kralovitz und hatte daher zunächst die ungarische Staatsangehörigkeit. Die Familie von Kralovitz zog Ende der 1920er Jahre ins Leipziger Waldstraßenviertel, wo er seine Kindheit und Jugendzeit verbrachte. Zur Zeit des Nationalsozialismus musste Kralovitz aufgrund seiner jüdischen Abstammung 1935 an die von Ephraim Carlebach geleitete Höhere Israelitische Schule wechseln. Sein Vater kehrte 1935 nach Ungarn zurück und baute dort eine neue Existenz auf, konnte aber seine Familie nicht nachholen. Kralovitz wurde 1939 als Totengräber zur Zwangsarbeit auf dem Städtischen Friedhof in Leipzig verpflichtet. Die Familie musste in das Judenhaus Nordstraße 11 in Leipzig ziehen. Am 11. Oktober 1943 wurden Kralovitz, seine Mutter und dessen Schwester Annemarie durch Angehörige der Gestapo verhaftet. Danach wurde Kralovitz mit der Häftlingsnummer 10.090 in das KZ Buchenwald eingewiesen, wo er der Baracke 22 zugeteilt wurde. Kralovitz wurde zur Zwangsarbeit im Gustloff-Werk II eingeteilt, wo er bei der Rüstungsproduktion eingesetzt war. Zeitweise war er als Häftlingsfriseur tätig. Nach der Befreiung des KZ Buchenwald kehrte Kralovitz als einziger Überlebender seiner Familie im Mai 1945 nach Leipzig heim. Auch seine Tante, die Pädagogin Hedwig Burgheim, wurde Opfer des Holocaust.

## Nach Kriegsende
In Leipzig konnte Kralovitz schließlich als Schauspieler eine Beschäftigung finden und trat im Palast-Theater (Leipziger Zoo) sowie im Casino Belge auf. Kralovitz verlor aufgrund seiner Weigerung in die SED einzutreten seine Anerkennung als „Opfer des Faschismus erster Klasse“. Im Herbst 1946 zog Kralovitz nach München, wo er ein Engagement beim Kabarett Simpl erhielt und erste Rollen als Darsteller beim Film übernahm. Kralovitz wanderte 1949 zu einer Tante in die USA aus. In New York lernte er die Exiljüdin Brigitte Meckauer, Tochter des Schriftstellers Walter Meckauer und dessen Frau Lotte, kennen und heiratete sie. Nachdem ihn seine Frau 1953 auf einer Lesereise in die Bundesrepublik Deutschland begleitet hatte, zog das Paar nach München und später nach Köln. In Deutschland setzte Kralovitz seine Schauspielkarriere in Film und Fernsehen fort. Ab 1960 war er TV-Produktionsleiter beim WDR, wurde jedoch infolge einer Erblindung 1975 frühpensioniert. Seitdem verfasste er Bücher und Dokumentationen zur Aufarbeitung der NS-Zeit und klärte in Schulklassen über die Judenverfolgung in Leipzig auf. In seiner Arbeit wurde er durch seine Frau unterstützt. Insbesondere wurde Kralovitz durch seine Publikation ZehnNullNeunzig in Buchenwald – Ein jüdischer Häftling erzählt bekannt. Seiner ermordeten Familie widmete Kralovitz einen Gedenkstein auf dem Alten Israelitischen Friedhof in Leipzig.
Nach Gründung der Ephraim-Carlebach-Stiftung 1992 war er dort zunächst Vize- und schließlich Präsident dieser Institution; 2010 wurde er zum Ehrenpräsidenten der Ephraim-Carlebach-Stiftung ernannt. Nach Kralovitz wurde die Spezialbibliothek der Stiftung zur Leipziger und Jüdischen Geschichte in Rolf-Kralovitz-Bibliothek benannt.
1997 wurde Kralovitz von Michael Kühntopf für die Shoah Foundation interviewt; das Interview wurde gefilmt und gehört zum weltweit verfügbaren Archivbestand des Visual History Archive.
Kralovitz starb 2015 wenige Tage nach seinem 90. Geburtstag. Er wurde im Familiengrab seiner ein Jahr vorher verstorbenen Frau Brigitte auf dem Münchner Nordfriedhof beigesetzt.

## Darsteller in Filmen
- 1949: Der Ruf
- 1955: Verrat an Deutschland (Der Fall Dr. Sorge)
- 1955: Ludwig II. – Glanz und Ende eines Königs
- 1955: Ich weiß, wofür ich lebe
- 1955: Frauen um Richard Wagner
- 1955: Hanussen
- 1956: Weil du arm bist, mußt du früher sterben
- 1956: Douglas Fairbanks, Jr., Presents (Fernsehserie, 1 Folge)
- 1956: Ein Mann muß nicht immer schön sein
- 1956: Zwei Bayern in St. Pauli
- 1957: Wege zum Ruhm (Paths of Glory)
- 1958: Der Arzt von Stalingrad
- 1958: …und nichts als die Wahrheit
- 1959: Menschen im Netz
- 1959: Arzt ohne Gewissen

## Schriften (Auswahl)

### Als Herausgeber
- mit Heike Kirchhof und Brigitte Kralowitz: Jüdisches Leben in Leipzig : gestern – heute – morgen ; ein Literatur- und Bestandsverzeichnis der Rolf-Kralovitz-Bibliothek der Ephraim-Carlebach-Stiftung Leipzig, Passage-Verlag, Leipzig 2006, ISBN 3-938543-29-9.
- mit Brigitte Kralovitz: Die Hedwig-Burgheim-Gedenktafel in der Aliceschule Giessen, Walter-Meckauer-Kreis, Köln 1997, ISBN 3-923622-11-2.

### Als Autor
- ZehnNullNeunzig in Buchenwald: ein jüdischer Häftling erzählt, Walter-Meckauer-Kreis, Köln 1996, ISBN 3-923622-10-4 (mehrere Ausgaben und Übersetzungen)
- NachLese: Rolf Kralovitz beantwortet Fragen zu „ZehnNullNeunzig“, Walter-Meckauer-Kreis, Köln 1997, ISBN 3-923622-12-0.
- Der gelbe Stern in Leipzig, Walter-Meckauer-Kreis, Köln 1992, ISBN 3-923622-09-0.
- mit Brigitte Kralovitz: Ich darf gar nicht an eine Trennung denken: Die Geschichte einer Austreibung, Walter-Meckauer-Kreis, Köln 1987, ISBN 3-923622-05-8.
- Das Hedwig-Burgheim-Haus in Darmstadt: Dokumentation einer Namensgebung, Walter-Meckauer-Kreis, Köln 1986, ISBN 3-923622-04-X.
- Da war nachher nichts mehr da: Ein Dokumentarbericht, Brühlscher Verlag, Giessen 1983, ISBN 3-922300-18-9.

## Ehrungen
- Träger der Ehrenmedaille der Stadt Leipzig 2005 (gemeinsam mit seiner Frau Brigitte)[12]
- Bundesverdienstkreuz am Bande (23. Mai 1987)[13] (gemeinsam mit seiner Frau Brigitte)[8]